# Yugoslavia en los Juegos Olímpicos de Atlanta 1996
La República Federal de Yugoslavia estuvo representada en los Juegos Olímpicos de Atlanta 1996 por un total de 68 deportistas que compitieron en 13 deportes.  
El portador de la bandera en la ceremonia de apertura fue el jugador de waterpolo Igor Milanović.

## Medallistas
El equipo olímpico yugoslavo obtuvo las siguientes medallas:
| Nombre            | Deporte    | Competición                     |
| ----------------- | ---------- | ------------------------------- |
| Oro               |            |                                 |
| Aleksandra Ivošev | Tiro       | Rifle en tres posiciones 50 m F |
| Plata             |            |                                 |
| Equipo            | Baloncesto | Torneo M                        |
| Bronce            |            |                                 |
| Aleksandra Ivošev | Tiro       | Rifle de aire 10 m F            |
| Equipo            | Voleibol   | Torneo M                        |